# Pinus kwangtungensis
Pinus kwangtungensis Chun et Tsiang – gatunek drzewa iglastego z rodziny sosnowatych (Pinaceae). Występuje w Chinach i Wietnamie, na terenach górzystych. Możliwe, że okazy zebrane na wyspie Hajnan, reprezentują blisko spokrewnioną Pinus fenzeliana, zaś kontynentalne populacje P. kwangtungensis sensu str., jako morfologicznie bliskie P. wangii, są czasem uznawane za jej podgatunek Pinus wangii subsp. kwangtungensis (Chun et Tsiang) Businsky. 

## Rozmieszczenie geograficzne
Pinus kwangtungensis występuje w Chinach na północy Guangdong, na południowym wschodzie regionu autonomicznego Kuangsi, na południu Kuejczou, w Hajnan oraz na południu prowincji Hunan. W Wietnamie naturalnie występuje w prowincji Hoà Bình i Cao Bằng.

## Morfologia
PokrójDrzewo iglaste
PieńDorasta do 30 m wysokości, średnica pnia do 1,5 m. Kora brązowa, łuskowata.
LiścieIgły zabrane po 2–5 na krótkopędach, o długości 3,5–7 cm i średnicy 1–1,5 mm.
SzyszkiSzyszki żeńskie zazwyczaj pojedyncze, dojrzałe czerwono-brązowe, o rozmiarach 3–10(11) na 1,5–6,5 cm, nieznacznie żywiczne. Nasiona o długości 0,8–1,2 cm, opatrzone skrzydełkiem.

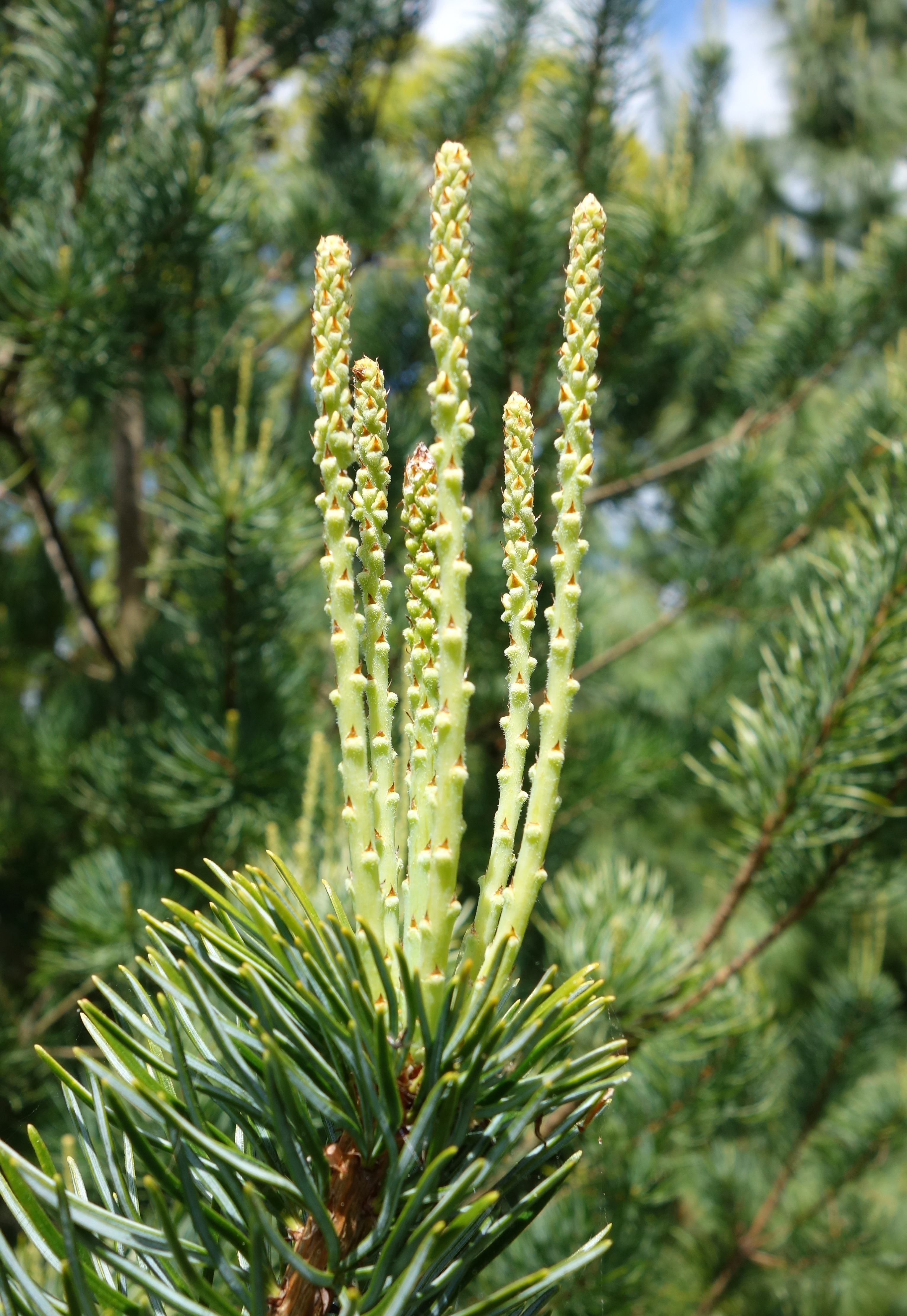
Igły i młode pędy
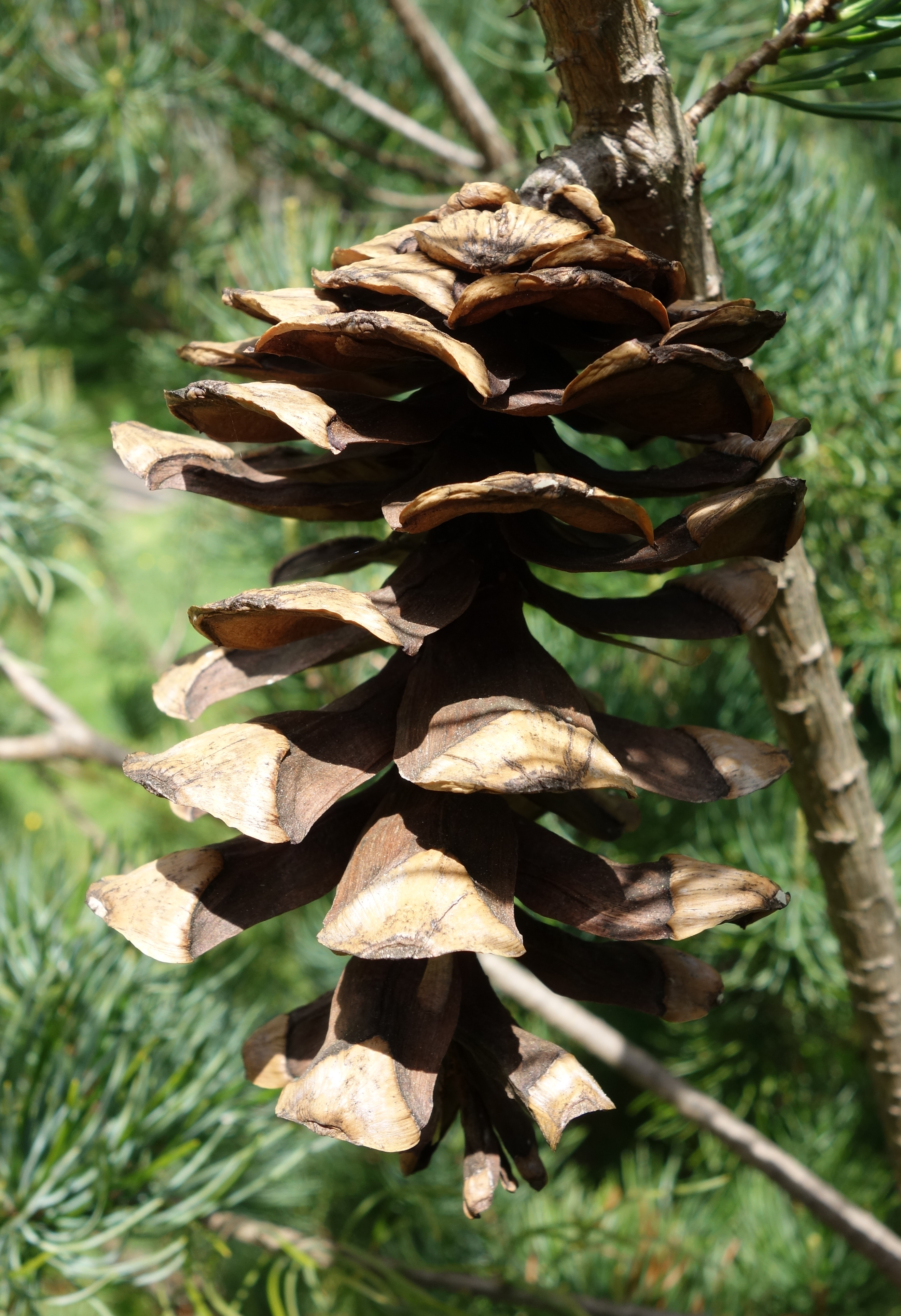
Szyszka

Gatunki podobnePinus wangii jest podobna, ale ma po 3 kanały żywiczne w liściach, podczas gdy P. kwangtungensis po 2 lub 1.

## Biologia i ekologia
Jedna wiązka przewodząca w liściu, 2 (lub 1) kanały żywiczne. Igły trójkątne w przekroju poprzecznym.
Gatunek jednopienny. Pylenie w kwietniu i maju, nasiona dojrzewają w październiku następnego roku. Przez pierwsze 4-5 lat drzewo rośnie wolno.
Występuje w górach, w Chinach na wysokościach 500–1600 m n.p.m., w Wietnamie na wysokościach 1300–1500 m. Tworzy lasy jednogatunkowe lub mieszane (z Fokienia hodginsii i gatunkami z rodzin Fagaceae i Lauraceae).

## Systematyka i zmienność
Synonimy: Pinus wangii Hu et W. C. Cheng var. kwangtungensis (Chun et Tsiang) Silba.
Pozycja gatunku w obrębie rodzaju Pinus:
- podrodzaj Strobus
  - sekcja Quinquefoliae
    - podsekcja Strobus
      - gatunek P. kwangtungensis

Część systematyków traktuje P. kwangtungensis jako synonim Pinus fenzeliana Hand.-Mazz. Obydwa taksony występują na podobnych siedliskach i mogą reprezentować jeden gatunek o dużej zmienności. P. fenzeliana ma dłuższe i węższe igły oraz większe szyszki i nasiona z niewielkim skrzydełkiem. P. kwangtungensis bywa także włączana do blisko spokrewnionej tajwańskiej sosny Pinus morrisonicola.
Wyróżniane są czasem dwie odmiany:
- P. kwangtungensis var. kwangtungensis (syn. P. wangii Hu et W. C. Cheng var. kwangtungensis (Chun et Tsiang) Silba[5]) – odmiana typowa, igły zazwyczaj po 5 na krótkopędzie, szyszki żeńskie o rozmiarach 5–9(17) na 3–7 cm. Porasta wzgórza i zbocza górskie na wysokości 700–1600 m n.p.m.
- P. kwangtungensis var. varifolia Nan Li & Y. C. Zhong – igły zazwyczaj po 2 lub 3 (rzadko do 5) na krótkopędzie, szyszki o rozmiarach 3–4 na 1,5–2 cm. Występuje w górach wapiennych na wysokości ok. 500 m n.p.m.

Odmiana P. kwangtungensis var. varifolia bywa traktowana przez systematyków jako synonim gatunku. Autorzy nie wykluczają, że różnice morfologiczne wynikają z niekorzystnych warunków siedliskowych i słabszego wzrostu okazów.
W próbie rewizji gatunków azjatyckich sosen z podsekcji Strobus, Businský zaproponował nowe ujęcie tych taksonów. Uznał, że P. kwangtungensis została opisana z heterogenicznego materiału, włączającego populację na wyspie Hajnan. Populację tę oddzielił i opisał jako nowy gatunek Pinus orthophylla Businský. Kontynentalne populacje P. kwangtungensis sensu str. rozpoznał jako morfologicznie bliskie P. wangii i uznał za jej podgatunek Pinus wangii subsp. kwangtungensis (Chun et Tsiang) Businsky. Odizolowana populacja w północnym Wietnamie, w pobliżu granicy z Laosem, zaliczana do P. kwangtungensis, opisana została przez niego jako nowy gatunek Pinus ereminata Businský. Te dwa nowe gatunki nie są szeroko rozpoznawane i najczęściej traktowane jako synonimy innych taksonów.

## Zagrożenia i ochrona
Międzynarodowa organizacja IUCN traktuje ten gatunek jako synonim Pinus fenzeliana, któremu przyznała kategorię zagrożenia NT (near threatened), czyli o podwyższonym ryzyku wyginięcia, spośród gatunków niższego ryzyka. Głównym źródłem zagrożenia jest zanikanie naturalnych siedlisk. 
W Wietnamie gatunek ten uznany został za zagrożony (EN), w związku tym, że populacje są małe i odseparowane, siedliska ograniczone i trwa wycinka drzewostanów. Gatunek znalazł się w grupie I na liście rzadkiej i cennej flory i fauny wietnamskiej, co zabrania dalszej eksploatacji z naturalnych stanowisk. W Chinach gatunek uznano za narażony (VU).

## Zastosowanie
W Wietnamie sosna ta jest lokalnie wycinana w celu pozyskiwania surowca drzewnego z przeznaczeniem na konstrukcje drewniane.